# Iclănzan Dávid
Iclănzan Dávid (Marosvásárhely, 1982. november 15. –) erdélyi magyar informatikus, egyetemi oktató.

## Életpályája
2005-ben informatika szakot végzett a Sapientia Erdélyi Magyar Tudományegyetem marosvásárhelyi karán. 2006-ban elvégezte a kolozsvári Babeș–Bolyai Tudományegyetem matematika és informatika karán az intelligens rendszerek mesterszakot. Ugyanott doktorált 2010-ben. 2005–2006 között a marosvásárhelyi BitFactory Kft. programozója, 2006-tól a Sapientia Erdélyi Magyar Tudományegyetem villamosmérnöki tanszékén adjunktus, majd 2019-től docens a matematika-informatika tanszéken.

## Munkássága
Kutatási területe a mesterséges intelligencia, azon belül az optimalizálási technikák. David Iclanzan néven publikál.

### Szakcikkei (válogatás)
- S. M. Szilágyi, L. Szilágyi, D. Iclanzan, Z. Benyó: Unified neural network-based adaptive ECG signal analysis and compression, SB-UPT TACCS, 56(65)(4):27–36, 2006.
- D. Iclanzan, D. Dumitrescu, B. Hirsbrunner: Correlation guided model building, GECCO ’09: Proceedings of the 11th Annual conference on Genetic and evolutionary computation, pp 421–428, New York, NY, USA, 8-12 July 2009.
- L. Szilágyi, D. Iclanzan, S. M. Szilágyi, D. Dumitrescu, B. Hirsbrunner: A generalized c-means clustering model using optimized via evolutionary computation, IEEE International Conference on Fuzzy Systems (FUZZ-IEEE’09, Jeju Island, Korea), pp. 451–455, 2009.
- D. Iclanzan, B. Hirsbrunner, M. Courant, D. Dumitrescu: Cooperation in the context of sustainable search, IEEE Congress on Evolutionary Computation (IEEE CEC 2009), pp. 1904–1911, Trondheim, Norway, 18-21 May 2009.
- S. M. Szilágyi, L. Szilágyi, D. Iclanzan, Z. Benyó: A weighted patient specific electromechanical model of the heart,  Proc. 5th International Symposium on Applied Computational Intelligence and Informatics (SACI 2009), pp. 105–110, Timişoara, Romania, 28–29 May 2009.
- D. Iclanzan, D. Dumitrescu: Large-scale optimization of non-separable building-block problems, PPSN 2008: 10th International Conference on Parallel Problem Solving From Nature, pp. 899–908, Dortmund, Germany, 13–17 September 2008.
- D. Iclanzan, D. Dumitrescu: Towards memoryless model building, GECCO ’08: Proceedings of the 2008 GECCO conference companion on Genetic and evolutionary computation, pp. 2147–2152, Atlanta, GA, USA, 2008. ACM.
- D. Iclanzan, D. Dumitrescu: Going for the big fishes: Discovering and combining large neutral and massively multimodal building-blocks with model based macro-mutation, GECCO ’08: Proceedings of the 10th annual conference on Genetic and evolutionary computation, pp. 423–430, Atlanta, GA, USA, 2008. ACM.
- David Iclanzan, D. Dumitrescu: How can artificial neural networks help making the intractable search spaces tractable, 2008 IEEE World Congress on Computational Intelligence (WCCI 2008), pp. 4016–4023, Hong-Kong, 01–06 June 2008.
- D. Iclanzan: The creativity potential within Evolutionary Algorithms, Advances in Artificial Life, 9th European Conference, ECAL 2007, Lisbon, Portugal, September 10–14, 2007 (Fernando Almeida e Costa et al., eds.) Lecture Notes in Computer Science 4648, pp. 845–854. Springer, 2007.
- David Iclanzan: Crossover: the divine afflatus in search, Genetic and Evolutionary Computation Conference (GECCO’2007), pp. 2497–2502 (Peter A. N. Bosman, editor), London, United Kingdom, 7-11 July 2007. ACM Press.